# داتسون دی‌سی-۳
داتسون دی‌سی-۳ (Datsun DC-3) خودرویی است که در سال‌های ۱۹۵۲۵۰ producedتولید شده‌است. 
این خودرو در کلاس خودرو اسپورت قرار گرفته، طراحی آن خودروهای موتور جلو-محور عقب بوده ‌است. 
موتور آن ۸۶۰ سی‌سی  است.